# Оро Прето
Оро Прето (порт. Ouro Preto, „црно злато“) је историјски колонијални град у бразилској савезној држави Минас Жераис. Удаљен је 100 km од Бело Оризонтеа и 475 km од Рио де Жанеира.

## Историја
Основан је 8. јула 1711. као насеље трагача за златом. Они су крајем 17. века открили злато у овом подручју. За њима, у овај крај су дошли и трговци. 
Оро Прето се брзо развио у просперитетан и важан град; око 1750. имао је више становника него Рио де Жанеиро или Њујорк. Богати становници града су изградили велики број барокних цркава, у чијој се архитектури и декорацији истакао уметник Алејжадињо. Када је експлоатација злата у Минас Жераису окончана, град је полако опустео. То је допринело да барокна архитектура места остане сасвим очувана.
Овде је 1789. избио Рударски устанак у ком су побуњеници покушали да отцепе Бразил од Португалије и створе бразилску републику. Оро Прето је био главни град Минас Жераиса од 1822. до 1897, када је престоница премештена у Бело Оризонте.
Град је изграђен на стрмим брдима. Улице су од калдрме. Од 1980. Оро Прето је на УНЕСКО-вој листи Светске баштине.

## Становништво
| 2000.  | 2010.  |
| ------ | ------ |
| 66.277 | 70.281 |

## Оро Прето данас
На локалном универзитету се школује око 8000 студената. Студенти станују у домовима који се називају „студентске републике“. По томе је овај универзитет јединствен у Бразилу.
Туризам и рударство (боксит, гвожђе, манган, драго и полудраго камење) су главне привредне активности.